# Géraud de Salles
Géraud de Salles oder Gerald von Salles (* um 1055 in Salles bei Bergerac; † 20. April 1120 im Kloster Les Châtelliers) war ein Regularkanoniker und Eremit, der sich jedoch in seinen letzten Lebensjahren im Westen und Südwesten Frankreichs als Wanderprediger und Klostergründer betätigte.

## Familie
Géraud de Salles stammte aus einer religiösen Familie: Sein Bruder Grimoald brachte es bis zum Abt der von Géraud gegründeten Abtei Notre Dame von Alleuds und zum Bischof von Poitiers; ein anderer Bruder Foulques lebte als Einsiedler beim Kloster Boschaud (Boscavium) und wurde noch zu Lebzeiten als heilig verehrt.

## Leben
Géraud war Schüler von Vitalis von Savigny; bereits in jungen Jahren führte er ein Leben als Einsiedler im Wald von Dalon im Limousin. Mit der Unterstützung durch Robert von Arbrissel, seinem Lehrer und Vorbild, gründete er mit den Geldern aus seinem beträchtlichen Erbe sowie aus einer Stiftung das Kloster Dalon in Aquitanien. Danach folgten weitere Klostergründungen im Südwesten und Westen Frankreichs. Noch im 17. Jahrhundert heißt es von ihm, dass er seine Mitbrüder wundersam beherrschte, nämlich nur durch seine Worte und Taten. Es gab keine geschriebene Regel, aber Gérauds heiliges und bewundernswertes Beispiel war ihr lebendiges und geistiges Vorbild…

## Klostergründungen

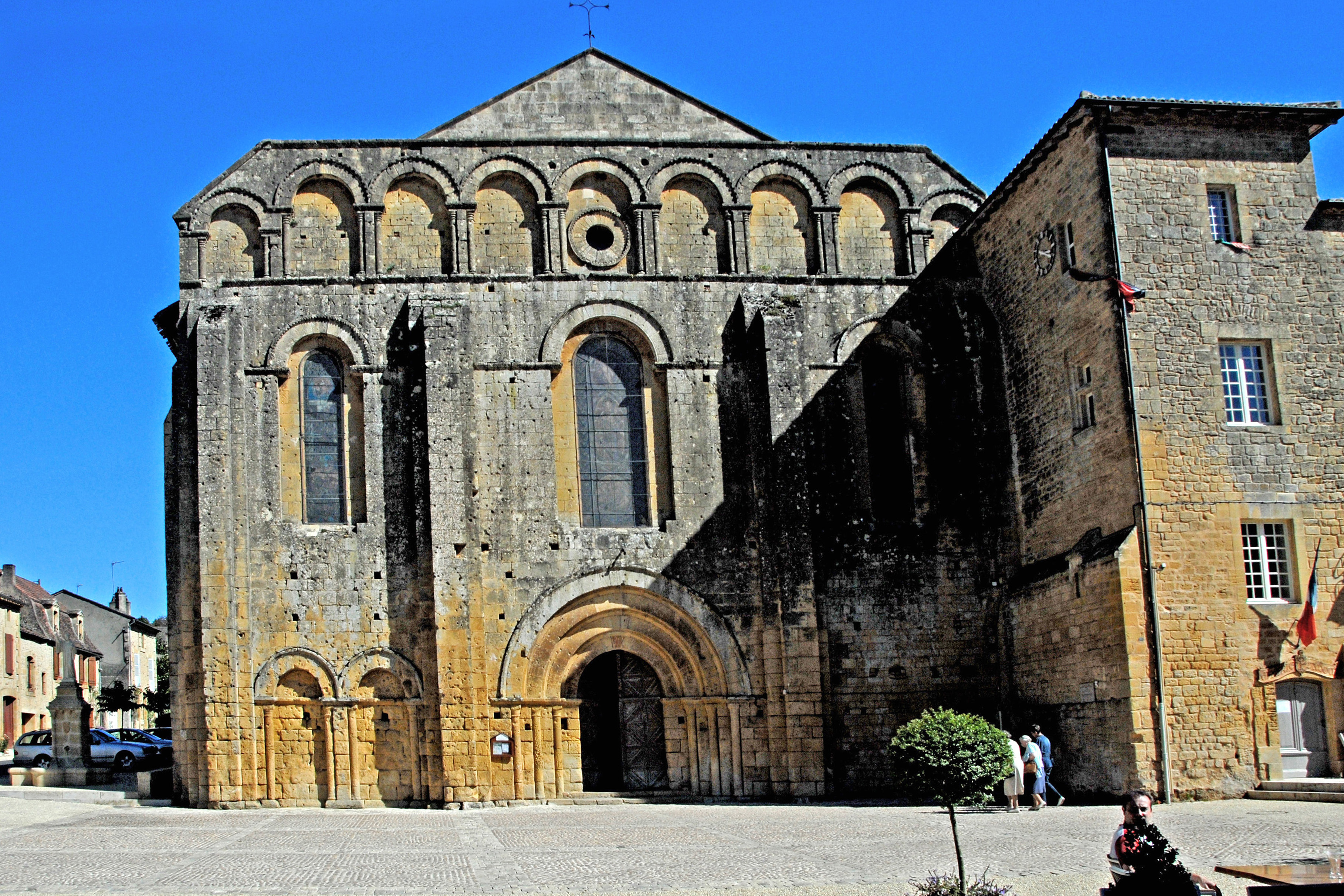
Abtei Cadouin

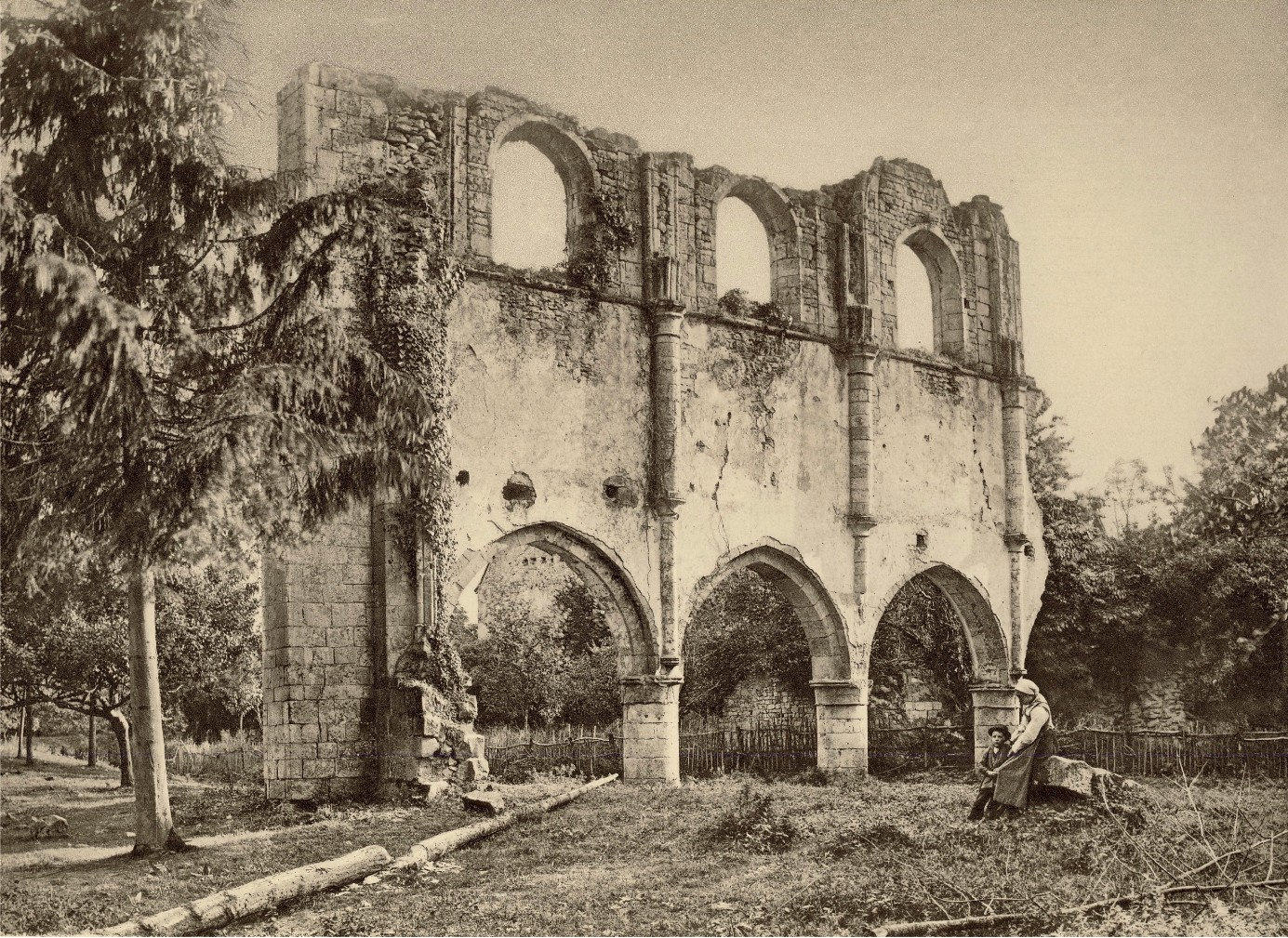
Kloster Les Châtelliers (Foto 1889, abgerissen 1906)

(einige der nachfolgend genannten Klostergründungen durch Géraud de Salles sind unbelegt)
Männerklöster
- Abtei Cadouin, Diözese Périgueux (um 1112)
- Kloster Gondon, Diözese Agen (um 1112)
- Kloster Grandselve, (oder Grandselves), Diözese Toulouse (1113)
- Kloster Dalon, Diözese Limoges (1113)
- Abtei Notre-Dame de l’Assomption du Bournet, Diözese Angoulême (1113)
- Kloster Notre-Dame von Alleuds, (oder Alodia), Diözese Poitiers (1114)
- Abtei Absie (oder Absam Gatiniae), Diözese Poitiers (1114)
- Kloster Les Châtelliers, Diözese Poitiers (1119)
- Abtei Fontdouce, Diözese Saintes
- Notre-Dame de l’Assomption de Châtre (Saint-Brice), Diözese Saintes
- Kloster Le Pin, Diözese Poitiers
- Kloster Bonnevaux, Diözese Poitiers
- Kloster Ligueux, Diözese Périgueux

Frauenklöster
- Abtei Tutione
- Abtei Bibione

## Verehrung
Bereits zu Lebzeiten wurde Géraud de Salles als heilig verehrt; eine offizielle Heiligsprechung durch den Heiligen Stuhl erfolgte jedoch nicht. Sein Gedenktag ist der 20. April.

## Sonstiges
Géraud de Salles sollte nicht verwechselt werden mit seinem Namensvorgänger Gerald von Aurillac (um 855–909).